# Stazione di Pescariello
La stazione di Pescariello è una stazione ferroviaria situata tra la stazione di Altamura e quella di Mellitto sulla linea Bari-Matera delle Ferrovie Appulo Lucane. Sia la distanza dai centri abitati circostanti (il più vicino è Altamura) che le poche corse giornaliere, caratterizzano il traffico ridotto della stazione.
La stazione si trova nella Masseria Pescariello, da cui trae il nome, al Km 90 della Strada statale 96 Barese.
La stazione è la porta del Parco nazionale dall'Alta Murgia della SS 96.
Nell'ambito del progetto Mente Locale della Regione Puglia, che prevede la dismissione delle stazioni per poterle animare con azioni turistiche, l'Associazione Culturale Murgiamadre (food.culture.territory) ha cominciato le attività di cicloturismo, degustazioni e voli in mongolfiera nell'anno 2015.

## Strutture ed impianti
Il fabbricato della stazione si presenta di color rosso-fegato ed è a due piani; il primo che ospita i servizi e il secondo è destinato ad abitazione privata.

## Movimento
L'impianto è servito da ventiquattro treni regionali.

## Servizi
La stazione dispone di:
- Fermata della linea extraurbana